# Хасекі
Хасекі Султан (осман. خاصكي سلطان, тур. Haseki Sultan) — титул законної дружини правлячого султана в Османській імперії. Хасекі була найзначнішою фігурою у гаремі після матері султана. Введено 1521 році Султаном Сулейманом для Хюррем. Покої Хасекі найчастіше перебували поряд з покоями султана. Хасекі отримували найкращі тканини, хутра та коштовності. Також вони мали великий штат прислуги та отримували велику платню.
| №   | Ім'я                      | Ім'я на турецькій мові    | Роки життя          | Чоловік         |
| --- | ------------------------- | ------------------------- | ------------------- | --------------- |
| 01. | Хасекі Гюррем Султан      | Hürrem Sultan             | бл. 1505–1558       | Сулейман Пишний |
| 02. | Нурбану-султан            | Nurbanu Sultan            | бл. 1525–1583       | Селім ІІ        |
| 03. | Сафіє Рабіа-султан        | Sâfiye Rabia Sultân       | 1550–1619           | Мурад III       |
| 04. | Махфіруз Хадідже Султан   | Mâh-Firuz Hadice Sultan   | бл.1590–1620        | Ахмед І         |
| 05. | Махпейкер Кесем Султан    | Mâh-Peyker Kösem Sultan   | бл. 1589–1651       | Ахмед І         |
| 06. | Айше Ханим Султан         | Ayşe Hanım Sultan         | бл. 1607–після 1640 | Осман II        |
| 07. | Акіле Рукійє Ханим Султан | Akile Rukiye Hanım Sultan | бл. 1607–після 1630 | Осман II        |
| 08. | Айше Султан               | Ayşe Sultan               | бл.1615–бл.1679     | Мурад IV        |
| 09. | Турхан Хатідже Султан     | Turhân Hatice Sultân      | 1628–1683           | Ібрагім I       |
| 10. | Саліха Ділашуб Султан     | Saliha Dilaşub Sultan     | бл. 1627–1689       | Ібрагім I       |
| 11. | Хатідже Муаззез Султан    | Hatice Muazzez Sultân     | 1628–1687           | Ібрагім I       |
| 12. | Теллі-Хюмашах Султан      | HümaŞah Sultan            | 1634–1672           | Ібрагім I       |